# Sant Miquel de Siscar
L'ermita de Sant Miquel de Siscar és al poble de Siscar, el qual pertany al municipi de Benavarri. Havia estat donada pels bisbes de Roda a l'Orde de Sant Joan de Jerusalem, que el 1159 havien constituït ja la comanda de Siscar, que passà al Gran Priorat de Catalunya en crear-se aquesta demarcació el 1319. El 1425 fou unida a la comanda de Susterris.